# Hammersmith Is Out
Hammersmith Is Out – amerykański film z 1972 roku w reżyserii 	Petera Ustinova. Za rolę w tym filmie w kategorii Najlepsza aktorka Elizabeth Taylor otrzymała Srebrnego Niedźwiedzia.